# Althaea damascena
Althaea damascena là một loài thực vật có hoa trong họ Cẩm quỳ. Loài này được Mouterde mô tả khoa học đầu tiên năm 1963.